# سرخیو گارسیا (بازیکن فوتبال زاده ۱۹۹۶)
سرخیو گارسیا (انگلیسی: Sergio García؛ زادهٔ ۲۷ دسامبر ۱۹۹۶) بازیکن فوتبال اهل اسپانیا است.
از باشگاه‌هایی که در آن بازی کرده‌است می‌توان به باشگاه فوتبال کوردوبا اشاره کرد.